# Nicole Billa
Nicole Billa (født 5. marts 1996) er en kvindelig østrigsk fodboldspiller, der spiller angreb for tyske i 1899 Hoffenheim i 1. Frauen-Bundesliga og Østrigs kvindefodboldlandshold. 
Billa var med til nå semifinalen ved EM i fodbold 2017 i Holland, sammen med resten af det østrigske landshold. Hun blev også udtaget til landstræner Irene Fuhrmanns officielle trup mod EM i fodbold for kvinder 2022 i England. Hun fik sin officielle debut på A-landsholdet i en VM-kvalfikationskamp den 26. oktober 2013 mod Østrig.
Hun er blevet som årets fodboldspiller i Østrig to gange, i 2020 og 2021. I 2021 blev hun hun også kåret til Fußballerin des Jahres, som den bare anden udlænding i historien efter Pernille Harder. Hun blev også topscorer 1. Frauen-Bundesliga i 2020/21-sæsonen med 23 mål for 1899 Hoffenheim.